# سرطان فموي بلعومي إيجابي فيروس الورم الحليمي البشري
السرطان الفموي البلعومي إيجابي فيروس الورم الحليمي البشري (HPV+OPC)، سرطان (سرطانة حرشفية الخلايا) في الحلق يسببه النوع 16 من فيروس الورم الحليمي البشري (HPV 16). في الماضي، كان سرطان البلعوم (الحلق) مرتبطًا بمعاقرة الكحول أو تدخين التبغ أو كليهما، لكن ترتبط غالبية الحالات الآن بفيروس الورم الحليمي البشري المكتسب عن طريق الاتصال الفموي بالأعضاء التناسلية (الجنس الفموي) الخاصة بشخص مصاب بعدوى فيروس الورم الحليمي البشري التناسلي. تشمل عوامل الخطر وجود عدد كبير من الشركاء الجنسيين، أو وجود سوابق للجنس الفموي التناسلي أو الجنس الشرجي الفموي، أو وجود شريكة ذات سوابق لطاخة عنق رحم غير طبيعية أو خلل تنسج عنقي أو مصابة بالتهاب دواعم الأسنان المزمن، ولدى الرجال، السن الصغير عند أول جماع ووجود سوابق إصابة بالثآليل التناسلية. يعتبر السرطان الفموي البلعومي إيجابي فيروس الورم الحليمي البشري مرضًا منفصلًا عن سرطان الفم والبلعوم سلبي فيروس الورم الحليمي البشري (يُسمى أيضًا HPV-OPC).
يتظاهر السرطان الفموي البلعومي إيجابي فيروس الورم الحليمي البشري بواحدة من أربع طرق، قد يتظاهر على شكل شذوذ لاعرضي في الفم يلحظه المريض أو أخصائي الصحة مثل طبيب الأسنان؛ أو قد يبدي أعراضًا موضعية مثل الألم أو الإنتان في مكان الورم؛ أو يتظاهر بصعوبات في الكلام والبلع و/أو التنفس؛ أو تورم في الرقبة إذا انتشر السرطان إلى العقد الليمفاوية الموضعية. يُستخدم اختبار الكشف عن البروتين المثبط للورم، والمعروف باسم p16، لتشخيص فيروس الورم الحليمي البشري المرتبط بالسرطان الفموي البلعومي. يوصف مدى انتشار المرض وفق نظام مراحل تطور السرطان القياسي، باستخدام نظام تي إم إن التابع للجنة الأمريكية المشتركة للسرطان، تمثل المرحلة تي (حجم الورم ومداه) في حين تمثل المرحلة إن (الانتقال إلى العقد الليمفاوية الناحية) والمرحلة إم (انتقال المرض خارج المنطقة)، وتُجمع ضمن درجة شاملة من 1 إلى 4. في عام 2016، طُور نظام تصنيف مرحلي منفصل خاص للسرطان إيجابي الفيروس، ويختلف عن نظام تصنيف السرطان سلبي الفيروس.
في حين قلت معظم سرطانات الرأس والرقبة مع انخفاض معدلات التدخين، أخذ السرطان الفموي البلعومي إيجابي الفيروس في الازدياد. بالمقارنة مع المرضى سلبيي الفيروس، يميل المصابون بفيروس الورم الحليمي البشري إلى أن يكونوا أصغر سنًا وينتمون إلى طبقة اجتماعية واقتصادية أرقى ولا يميلون للتدخين. بالإضافة إلى ذلك، تكون الأورام لديهم صغيرة أغلب الأحيان، ولكن من المرجح أن تُصاب العقد الليمفاوية العنقية. في الولايات المتحدة ودول أخرى، بات عدد حالات السرطان الفموي البلعومي في تزايد مستمر، ووُجد أن وقوع النوع إيجابي الفيروس أسرع من تراجع النوع سلبي الفيروس. تُلاحظ الزيادة لدى الشباب في البلدان المتقدمة على وجه الخصوص، ويمثل السرطان الفموي البلعومي إيجابي الفيروس حاليًا غالبية الحالات. تُبذل الجهود للحد من الإصابة بالسرطان إيجابي الفيروس قبل التعرض له عن طريق توفير اللقاح الذي يشمل النوعين 16 و18 من فيروس الورم الحليمي البشري، وهما النوعان الموجودان في 95% من هذه السرطانات. تشير البيانات المبكرة إلى انخفاض معدلات الإصابة.
في الماضي، عولج السرطان الفموي البلعومي عبر إجراء جراحة جذرية باتباع منهج جراحي عبر الرقبة وشق عظم الفك، ما أدى إلى الإصابة بالأمراض وانخفاض معدلات البقاء. في وقت لاحق، توفر العلاج الإشعاعي مع إضافة العلاج الكيميائي أو بدونه كبديل أقل تشويهًا، ولكن ذي نتائج سيئة مماثلة. حاليًا، أدت التقنيات الجراحية الحديثة طفيفة التوغل من خلال الفم إلى تحسن النتائج؛ في الحالات عالية الخطورة، غالبًا ما يتبع هذه الجراحة العلاج الإشعاعي و/أو العلاج الكيميائي. في غياب الأدلة عالية الجودة بشأن العلاج الذي يوفر أفضل النتائج، غالبًا ما تُتخذ قرارات التدبير العلاجي بناء على واحد أو أكثر مما يلي: العوامل التقنية، والفقدان الوظيفي المحتمل، ورغبة المريض. يرتبط وجود فيروس الورم الحليمي البشري في الورم باستجابة أفضل للعلاج ونتائج أفضل، بغض النظر عن طرق العلاج المستخدمة، ويفيد بتقليل خطر الوفاة بسبب السرطان بنسبة 60% تقريبًا. تحدث معظم حالات النكس محليًا وخلال السنة الأولى بعد العلاج. يقلل استخدام التبغ من فرص البقاء.

## العلامات والأعراض
يتظاهر السرطان الفموي البلعومي إيجابي فيروس الورم الحليمي البشري بواحدة من أربع طرق، قد يتظاهر على شكل شذوذ لاعرضي في الفم يلحظه المريض أو أخصائي الصحة مثل طبيب الأسنان؛ أو قد يبدي أعراضًا موضعية مثل الألم أو الإنتان في مكان الورم؛ أو يتظاهر بصعوبات في الكلام والبلع و/أو التنفس؛ أو تورم في الرقبة (إذا انتشر السرطان إلى العقد الليمفاوية الموضعية). قد يترافق ما سبق بأعراض عامة أكثر مثل فقدان الشهية والوزن، والوهن.

## السبب
نُسبت معظم السرطانات المخاطية حرشفية الخلايا في الرأس والرقبة، بما في ذلك السرطان الفموي البلعومي، إلى تعاطي التبغ والكحول على مدى التاريخ. لكن تغير هذا النمط تغيرًا كبير منذ الثمانينيات. اتضح أن بعض أنواع السرطان تحدث في غياب عوامل الخطر هذه، وأُشير إلى الارتباط بين فيروس الورم الحليمي البشري ومختلف أنواع السرطانات حرشفية الخلايا، بما في ذلك السرطان الفموي البلعومي، لأول مرة في عام 1983. منذ ذلك الحين، تراكمت الأدلة الجزيئية والوبائية، وصرحت الوكالة الدولية لبحوث السرطان (آي أيه آر سي) في عام 1995 أن النوعين 16 و18 عاليا الخطورة من فيروس الورم الحليمي البشري من العوامل المسببة للسرطان لدى البشر، وأضافت في عام 2007 أن فيروس الورم الحليمي البشري مسؤول عن الإصابة بسرطانات الفم. يعد معدل الإصابة بالسرطان إيجابي الفيروس (HPV+OPC) في تزايد، في حين أن معدل الإصابة بالسرطان سلبي الفيروس (HPV-OPC) آخذ بالتناقص، ومن المتوقع أن يزداد هذا المنحنيان أكثر في السنوات القادمة. نظرًا لوجود اختلافات ملحوظة في التظاهر السريري والعلاج بالنسبة لحالة فيروس الورم الحليمي البشري، يُنظر الآن إلى السرطان إيجابي الفيروس على أنه حالة بيولوجية وسريرية متميزة.
لطالما كان فيروس الورم الحليمي البشري متورطًا في حدوث العديد من السرطانات التناسلية، منها سرطان الشرج والفرج والمهبل وعنق الرحم والقضيب. في عام 2007، أثبتت الأدلة الجزيئية والوبائية تورطه في السرطانات التي تنشأ خارج السبيل الشرجي التناسلي، أي سرطانات الفم. تعد عدوى فيروس الورم الحليمي البشري شائعة بين الأفراد الأصحاء وتنتقل عن طريق الجنس الفموي. على الرغم من قلة البيانات المتوافرة، يعتبر انتشار عدوى فيروس الورم الحليمي البشري لدى الرجال شائعًا بنفس قدر شيوعه لدى النساء على الأقل، وقُدرت نسبة الإصابة به في عام 2004 بنحو 27% من النساء الأمريكيات اللاتي تراوحت أعمارهن بين 14-59 عامًا.
تسبق العدوى الفموية بفيروس الورم الحليمي البشري تطور السرطان إيجابي الفيروس. تعمل الإصابات الطفيفة في الغشاء المخاطي بمثابة بوابة دخول للفيروس، والذي يصيب بالتالي الطبقة القاعدية للظهارة. يعد خطر تطور بالسرطان إيجابي الفيروس أعلى بنحو 14 ضعفًا لدى الأشخاص الذين ثبتت إصابتهم بالنوع 16 من فيروس الورم الحليمي البشري (HPV16). يبدو أن التثبيط المناعي عامل خطر متزايد للسرطان إيجابي الفيروس. يعتبر الأفراد الذين لديهم اختلافات جينية في عامل النمو المحول بيتا 1، وخاصة T869C، أكثر عرضة للإصابة بالسرطان إيجابي الفيروس من النوع 16. يلعب عامل النمو المحول بيتا 1 دورًا مهمًا في ضبط جهاز المناعة. في عام 1993، لوحظ أن المرضى المصابين بالسرطانات الشرجية التناسلية المرتبطة بفيروس الورم الحليمي البشري أكثر عرضة للإصابة بسرطان الخلايا الحرشفية اللوزية بنحو 4 أضعاف. على الرغم من أن الدلائل تشير إلى أن النوع 16 من فيروس الورم الحليمي البشري هو السبب الرئيسي للسرطان الفموي البلعومي لدى البشر غير المعرضين للتدخين والكحول، تعد درجة مساهمة التبغ و/أو تعاطي الكحول في زيادة خطر الإصابة بالسرطان إيجابي الفيروس غير واضحة، ولكن يبدو أن كلا من التدخين وعدوى فيروس الورم الحليمي البشري مستقلان وعاملا خطر إضافيان لتطور السرطان الفموي البلعومي. تعد العلاقة بين الإصابة بفيروس الورم الحليمي البشري والسرطان الفموي البلعومي أقوى في مناطق النسيج الظهاري الليمفاوي (قاعدة اللسان واللوزتين الحنكيتين) منه في مناطق الظهارة الحرشفية الطبقية (الحنك الرخو واللهاة). قد تزيد عدوى فيروس الهربس البشري 8 من تأثيرات فيروس الورم الحليمي البشري.